# Metalectra lotis
Metalectra lotis är en fjärilsart som beskrevs av William Schaus 1912. Metalectra lotis ingår i släktet Metalectra och familjen nattflyn. Inga underarter finns listade i Catalogue of Life.